# Special Operations Response Team
Special Operations Response Teams SORT (deutsch etwa: Spezialinterventionseinheiten) gehören zu einer Reihe taktischer Spezialeinheiten, welche vom US-Bundesamt für Gefängnisse Federal Bureau of Prisons BOP ins Leben gerufen wurden, um die Sicherheit innerhalb staatlich geführter Strafanstalten zu gewährleisten. SOR-Teams sind bestausgebildete taktische Einheiten für die Intervention bei Unruhen oder Aufständen innerhalb staatlicher Haftanstalten, bei Angriffen bzw. Tätlichkeiten von Insassen gegen Personal oder von Insassen untereinander, Ausbrüchen oder Ausbruchsversuchen und Geiselnahmen; zudem unterstützen sie andere Justizvollzugsbehörden bei Notfällen.

## Zusammensetzung
SOR-Teams bestehen ausschließlich aus Freiwilligen des regulären Anstaltspersonals und werden nur bei Bedarf als Formation aufgeboten. Dies primär in der eigenen Anstalt, jedoch bei Bedarf auch in jeder anderen vom BOP geführten Einrichtung. Ein SOR-Team setzt sich aus 15 Angestellten verschiedener Abteilungen einer Institution zusammen. Jedes Team verfügt über einen Rettungssanitäter, einen Waffeninstruktor, Präzisionsschütze und Beobachter sowie Spezialisten für Abseiltechniken, Schließanlagen, Gebäudepläne, Sprengmittel und Chemikalien.

## Ausbildung
Alle SOR-Teams durchlaufen eine Grundausbildung beim Office of Emergency Management, welche mit einer offiziellen Zulassung abgeschlossen werden muss. Danach sind monatlich acht Stunden Training vorgeschrieben; die meisten Anstalten investieren jedoch mindestens doppelt so viel Zeit in Training und Weiterbildung ihrer Interventionseinheit, persönliche Anstrengungen der einzelnen Teammitglieder nicht eingerechnet. Solche monatlichen Trainings umfassen Waffenhandhabung, taktische Planung, Notfallmedizin, Abseiltechniken, körperliche Fitness und das Erlernen und Festigen anderer als nötig erachteter Fähigkeiten.
Damit SOR-Teams ihre Zulassung behalten können, sind sie verpflichtet, an jährlichen regionalen Übungsszenarien teilzunehmen, wo ihre Leistungen durch das Office of Emergency Preparedness nach nationalen Standards bewertet werden. Teams, welche diese Szenarien nicht bestehen, haben themenbezogene Ergänzungskurse zu absolvieren, um den erforderlichen Wissensstand zu erlangen. Zudem muss jedes SOR-Team jährlich zu mindestens zwei anstaltsinternen Übungsszenarien aufgeboten werden.
Sowohl SORT-Mitglieder als auch andere BOP-Angestellte sind mit Pagern ausgerüstet, über welche sie im Notfall aufgeboten werden können. Sollte ein Ernstfall größeren Ausmaßes eintreffen, unterhält das BOP im ganzen Land Fahrzeuge mit zusätzlichem Einsatzmaterial. Dank einer Vereinbarung mit dem Department of Defense hat das BOP die Möglichkeit, für den Transport von SOR-Teams oder Einsatzmaterial bei Bedarf auf militärische Flugzeuge zurückzugreifen.

## Geschichte
Das erste SOR-Team wurde 1982 im Bundesgefängnis Leavenworth, Kansas zusammengestellt. Dies als Maßnahme gegen die steigende Gewalt innerhalb der Gefängnismauern. Kurz darauf entstand in der Strafanstalt Marion, Illinois ein solches Team. Seither sind alle Strafvollzugsanstalten mittlerer und hoher Sicherheitsstufe dazu verpflichtet, SOR-Teams zu unterhalten.
In den letzten Jahren absolvierten SOR-Teams zahlreiche Einsätze mehr oder weniger hohen Bekanntheitsgrades. Im August 1991 beispielsweise zettelten kubanische Häftlinge im Bundesgefängnis Talladega, Alabama eine Revolte an, in deren Verlauf sie neun Personen als Geiseln in ihre Gewalt brachten. Das BOP reagierte sofort mit der Entsendung mehrerer SOR-Teams, welche durch das Hostage Rescue Team der Bundespolizei FBI sowie einiger regionaler FBI-SWAT-Einheiten unterstützt wurden.
Nach zehntägigen Verhandlungen wurde die Anstalt schließlich von taktischen Einheiten gestürmt und die revoltierenden Häftlinge unter Kontrolle gebracht. SOR-Teams kamen auch während der Unruhen in Los Angeles 1992 zum Einsatz, wo sie den Schutz von Bundeseinrichtungen in den betroffenen Gebieten gewährleisteten.
Einige der weniger bekannten Einsätze umfassen die Massenverschiebung von Häftlingen aus dem Bundesgefängnis Miami, nachdem die Anlage durch den Hurrikan Andrew beschädigt worden war, sowie die Auflösung von Häftlingsunruhen in den Strafanstalten in Oakdale, Lawton und Atlanta.

## Uniform und Ausrüstung
Die Uniform setzt sich zusammen aus schwarzem Kampfanzug, schwarzem Kevlarhelm und taktischen Stiefeln. Obwohl sich die Ausrüstung von Team zu Team unterscheiden kann, verfügen doch alle SOR-Teams über Schutzwesten der Klasse IIIA sowie taktische Einsatzschilde.

## Bewaffnung
Die Bewaffnung eines SOR-Teams besteht aus Maschinenpistolen der Marken Colt 9mm SMG und HK MP5, Benelli-Schrotflinten, Pistolen der Typen Smith & Wesson 40s und SIG Sauer P228 sowie dem M86-Präzisionsgewehr. Vervollständigt wird diese Ausrüstung durch Blend- und Gasgranaten.